# Фрутланд (Ајдахо)
фрутланд (енгл. Fruitland) град је у америчкој савезној држави Ајдахо.

## Демографија
По попису из 2010. године број становника је 4.684, што је 879 (23,1%) становника више него 2000. године.
| Група             | 2000.         | 2010.         |
| Белци             | 2.998 (78,8%) | 3.438 (73,4%) |
| Афроамериканци    | 2 (0,1%)      | 23 (0,5%)     |
| Азијати           | 34 (0,9%)     | 53 (1,1%)     |
| Хиспаноамериканци | 682 (17,9%)   | 1.060 (22,6%) |
| Укупно            | 3.805         | 4.684         |